# Kerem Tunçeri
Mehmet Kerem Tunçeri (ur. 14 kwietnia 1979 w Stambule) – turecki koszykarz, występujący na pozycji rozgrywającego, reprezentant kraju, multimedalista międzynarodowych imprez koszykarskich.

## Osiągnięcia
Na podstawie, o ile nie zaznaczono inaczej.

### Drużynowe
- Mistrz:
  - Turcji (2002–2004, 2009)
  - Hiszpanii (2007)
- Zdobywca:
  - pucharu:
    - ULEB (2007)
    - Turcji (2001, 2002, 2004, 2005)

  - superpucharu Turcji (2004, 2005)
- Finalista pucharu Hiszpanii (2007)

### Indywidualne
- MVP:
  - finałów ligi tureckiej (2006)
  - pucharu Turcji (2009)
- Uczestnik meczu gwiazd ligi tureckiej (2005, 2006, 2010, 2011)
- Lider ligi tureckiej w asystach (6,1 – 2006)

### Reprezentacja
Seniorów
- Wicemistrz:
  - świata (2010)
  - Europy (2001)
- Uczestnik mistrzostw:
  - świata (2002 – 9. miejsce, 2010, 2014 – 8. miejsce)
  - Europy (1997 – 8. miejsce, 1999 – 8. miejsce, 2001, 2003 – 12. miejsce, 2005 – 9. miejsce, 2009 – 8. miejsce, 2011 – 11. miejsce)
  - igrzysk śródziemnomorskich (2005 – 4. miejsce)

Młodzieżowe
- Brązowy medalista mistrzostw Europy U–22 (1998)
- Uczestnik mistrzostw:
  - świata U–22 (1997 – 6. miejsce)
  - Europy U–18 (1996 – 5. miejsce)
  - Europy U–16 (1995 – 7. miejsce)